# Fischbach (Bad Schwalbach)
 Fischbach  ist ein Stadtteil der Stadt Bad Schwalbach im hessischen Rheingau-Taunus-Kreis. Für den Stadtteil besteht ein Ortsbezirk mit Ortsbeirat.

## Geographische Lage

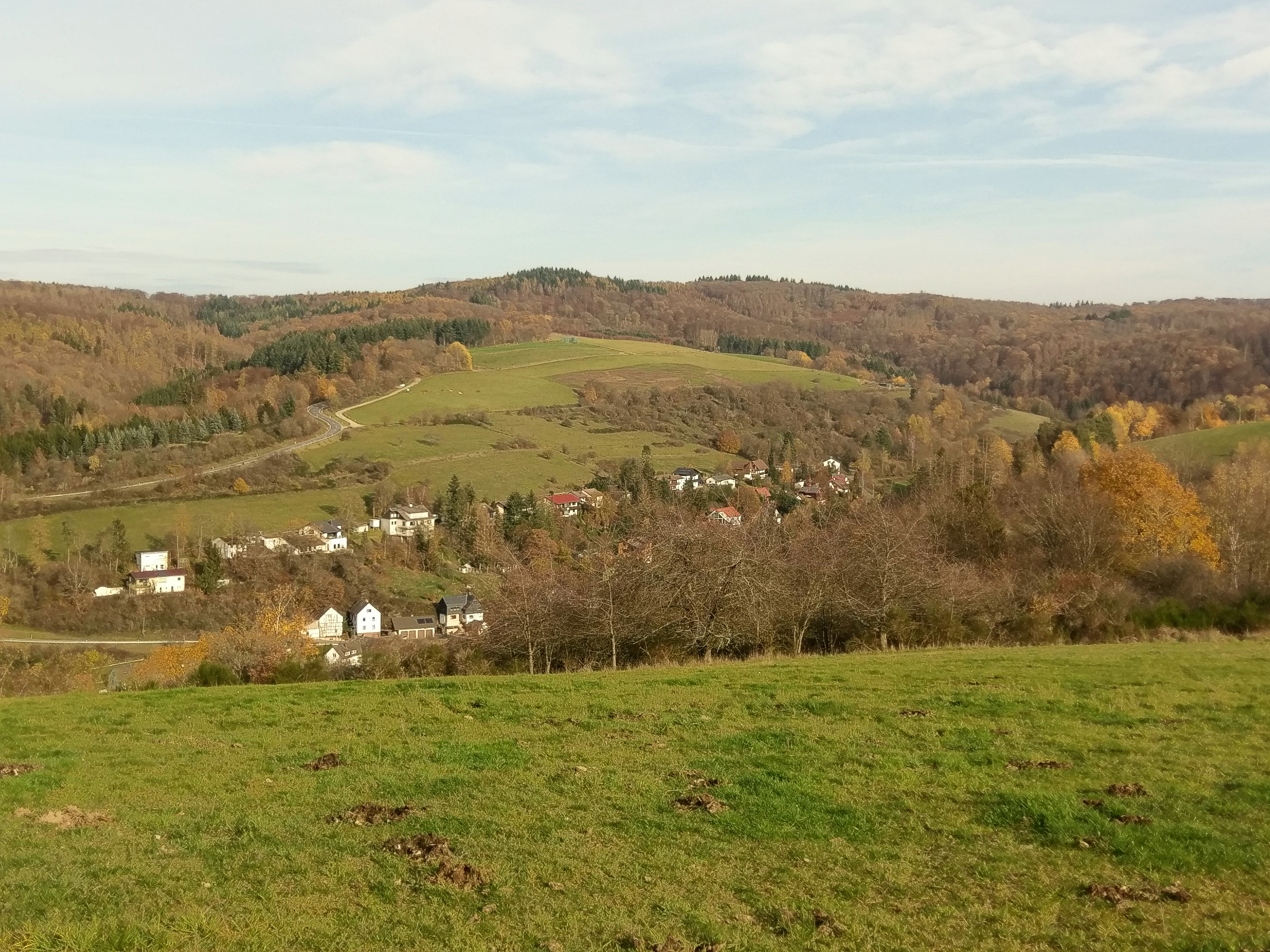
Fischbach mit dem Neunzehntberg im Hintergrund

Fischbach liegt südwestlich von Bad Schwalbach und ist von diesem durch den Höhenrücken des Westlichen Aartaunus getrennt und gehört als einziger Stadtteil schon der westlich anschließenden naturräumlichen Untergliederung des Wispertaunus an.
Fischbach liegt als einziger Ort im Waldtal des Fischbach, der mit dem Dornbach der Wisper zufließt. Das Dorf liegt am südlichen Fuße des Neunzehntberg der mit etwa 530 m ü. NHN zu der Hochscholle des Kemeler Rückens gehört.

## Geschichte

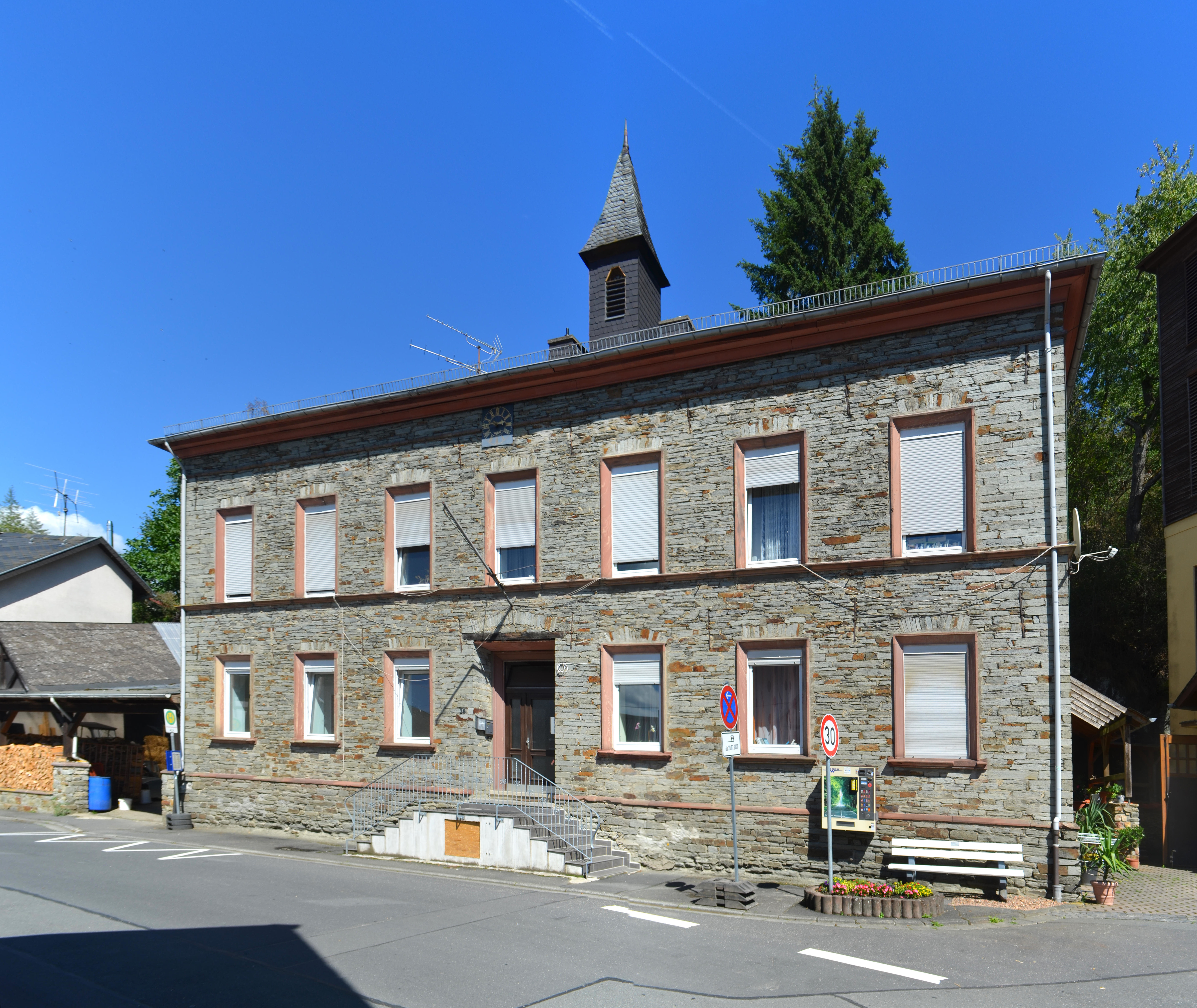
Ehemalige Schule und Rathaus

Die älteste bekannte schriftliche Erwähnung von Fischbach erfolgte unter dem Namen Vissebach  um das Jahr 1200.
Der Name Fischbach leitet sich ab von Vissebach, der Bach, der durch die Wiesen fließt. Das Dorf ist vermutlich erst kurz vor 1220 als reines Köhlerdorf entstanden. Noch heute kann man in den nahegelegenen Wäldern Überreste einstiger Kohlenmeiler finden.
Fischbach gehörte zu den Überhöhischen Dörfern des Rheingaus und später zur Grafschaft Katzenelnbogen.
Seit dem 31. Dezember 1971 ist die bis dahin selbständige Gemeinde Fischbach nach einer freiwilligen Eingemeindung im Zuge der Gebietsreform in Hessen ein Stadtteil von Bad Schwalbach. Wie für jeden Stadtteil außerhalb der Kernstadt wurde durch die Hauptsatzung auch für Fischbach ein Ortsbezirk mit Ortsbeirat und Ortsvorsteher eingerichtet.

### Territorialgeschichte und Verwaltung im Überblick
Die folgende Liste zeigt im Überblick die Territorien, in denen Fischbach lag, bzw. die Verwaltungseinheiten, denen es unterstand:
- 1530 und später: Heiliges Römisches Reich, Landgrafschaft Hessen, Niedergrafschaft Katzenelnbogen, Amt Hohenstein
- ab 1567: Heiliges Römisches Reich, Hessen-Rheinfels, Niedergrafschaft Katzenelnbogen, Amt Hohenstein
- ab 1583: Heiliges Römisches Reich, Landgrafschaft Hessen-Darmstadt, Niedergrafschaft Katzenelnbogen, Amt Hohenstein
- ab 1648: Heiliges Römisches Reich, Landgrafschaft Hessen-Kassel, Niedergrafschaft Katzenelnbogen, Amt Hohenstein
- 1806–1813: Kaiserreich Frankreich, Niedergrafschaft Katzenelnbogen (Pays réservé de Catzenellenbogen)
- ab 1816: Deutscher Bund, Herzogtum Nassau, Amt Langen-Schwalbach
- ab 1849: Deutscher Bund, Herzogtum Nassau, Regierungsbezirk Wiesbaden, Kreisamt Langen-Schwalbach (Trennung zwischen Justiz (Justizamt Langen-Schwalbach) und Verwaltung)
- ab 1854: Deutscher Bund, Herzogtum Nassau, Amt Langenschwalbach
- ab 1867: Königreich Preußen, Provinz Hessen-Nassau, Regierungsbezirk Wiesbaden, Untertaunuskreis
- ab 1871: Deutsches Reich, Königreich Preußen, Provinz Hessen-Nassau, Regierungsbezirk Wiesbaden, Untertaunuskreis
- ab 1918: Deutsches Reich, Freistaat Preußen, Provinz Hessen-Nassau, Regierungsbezirk Wiesbaden, Untertaunuskreis
- ab 1944: Deutsches Reich, Freistaat Preußen, Provinz Nassau, Untertaunuskreis
- ab 1945: Amerikanische Besatzungszone, Groß-Hessen, Regierungsbezirk Wiesbaden, Untertaunuskreis
- ab 1949: Bundesrepublik Deutschland, Land Hessen (ab 1946), Untertaunuskreis
- ab 1968: Bundesrepublik Deutschland, Regierungsbezirk Darmstadt, Untertaunuskreis
- am 31. Dezember 1971 als Stadtteil zu Bad Schwalbach
- ab 1977: Bundesrepublik Deutschland, Regierungsbezirk Darmstadt, Rheingau-Taunus-Kreis

### Einwohnerentwicklung

#### Einwohnerstruktur
Nach den Erhebungen des Zensus 2011 lebten am Stichtag dem 9. Mai 2011 in Fischbach 324 Einwohner. Darunter waren 15 (4,6 %) Ausländer.
Nach dem Lebensalter waren 51 Einwohner unter 18 Jahren, 120 zwischen 18 und 49, 93 zwischen 50 und 64 und 60 Einwohner waren älter.
Die Einwohner lebten in 153 Haushalten. Davon waren 54 Singlehaushalte, 48 Paare ohne Kinder und 39 Paare mit Kindern, sowie 12 Alleinerziehende und 3 Wohngemeinschaften. In 27 Haushalten lebten ausschließlich Senioren/-innen und in 105 Haushaltungen lebten keine Senioren/-innen.

#### Einwohnerzahlen
- 1587: 14 Hausgesesse[1]

| Fischbach: Einwohnerzahlen von 1809 bis 2017 | Fischbach: Einwohnerzahlen von 1809 bis 2017 | Fischbach: Einwohnerzahlen von 1809 bis 2017 | Fischbach: Einwohnerzahlen von 1809 bis 2017 | Fischbach: Einwohnerzahlen von 1809 bis 2017 |
| --- | -------------------------------------------- | -------------------------------------------- | -------------------------------------------- | -------------------------------------------- |
| Jahr |                                              |                                              |                                              | Einwohner                                    |
| 1809 | 1809                                         |                                              | 207                                          | 207                                          |
| 1827 | 1827                                         |                                              | 210                                          | 210                                          |
| 1834 | 1834                                         |                                              | 222                                          | 222                                          |
| 1840 | 1840                                         |                                              | 266                                          | 266                                          |
| 1846 | 1846                                         |                                              | 276                                          | 276                                          |
| 1852 | 1852                                         |                                              | 290                                          | 290                                          |
| 1858 | 1858                                         |                                              | 259                                          | 259                                          |
| 1864 | 1864                                         |                                              | 252                                          | 252                                          |
| 1871 | 1871                                         |                                              | 236                                          | 236                                          |
| 1875 | 1875                                         |                                              | 229                                          | 229                                          |
| 1885 | 1885                                         |                                              | 237                                          | 237                                          |
| 1895 | 1895                                         |                                              | 225                                          | 225                                          |
| 1905 | 1905                                         |                                              | 199                                          | 199                                          |
| 1910 | 1910                                         |                                              | 192                                          | 192                                          |
| 1925 | 1925                                         |                                              | 183                                          | 183                                          |
| 1939 | 1939                                         |                                              | 158                                          | 158                                          |
| 1946 | 1946                                         |                                              | 251                                          | 251                                          |
| 1950 | 1950                                         |                                              | 234                                          | 234                                          |
| 1956 | 1956                                         |                                              | 205                                          | 205                                          |
| 1961 | 1961                                         |                                              | 214                                          | 214                                          |
| 1967 | 1967                                         |                                              | 246                                          | 246                                          |
| 1970 | 1970                                         |                                              | 266                                          | 266                                          |
| 1980 | 1980                                         |                                              | ?                                            | ?                                            |
| 1990 | 1990                                         |                                              | ?                                            | ?                                            |
| 2000 | 2000                                         |                                              | ?                                            | ?                                            |
| 2005 | 2005                                         |                                              | 372                                          | 372                                          |
| 2011 | 2011                                         |                                              | 324                                          | 324                                          |
| 2015 | 2015                                         |                                              | 344                                          | 344                                          |
| 2017 | 2017                                         |                                              | 349                                          | 349                                          |
| Datenquelle: Historisches Gemeindeverzeichnis für Hessen: Die Bevölkerung der Gemeinden 1834 bis 1967. Wiesbaden: Hessisches Statistisches Landesamt, 1968. Weitere Quellen: LAGIS; Stadt Bad Schwalbach; Zensus 2011 |                                              |                                              |                                              |                                              |

#### Religionszugehörigkeit
| Quelle: Historisches Ortslexikon |                                                                    |
| • 1885:                          | 229 evangelische (= 96,62 %), 8 katholische (= 3,38 %) Einwohner   |
| • 1961:                          | 180 evangelische (= 84,11 %), 27 katholische (= 12,62 %) Einwohner |

## Kultur und Sehenswürdigkeiten
Zu diesem ruhig gelegenen Erholungsort gehört eine Sauerbrunnenanlage, die in etwa einem Kilometer Entfernung über einen breiten Waldweg zu Fuß erreicht werden kann. Das Wasser dieser Quelle kann als Mineralwasser bezeichnet werden.
Ferner befindet sich in der Nähe des ehemaligen Wasserstollens seit 2016 eine weitere Quelle mit Trinkwasserqualität mit einem kleinen Ruheplatz.
In der Ortsmitte befindet sich ein großes Schachbrett mit Figuren, das öffentlich genutzt werden kann. Während der Winterzeit wird eine große beleuchtete Holzkrippe aufgestellt.
Die ehemalige Dreschhalle wurde 1975 zum Bürgerhaus Fischbachhalle umgebaut.

## Wirtschaft und Infrastruktur

### Tourismus
Fischbach bietet sich Naturinteressierten als Ausgangspunkt für Wanderungen durch den Wispertaunus und den Hinterlandswald an. Der Wispertaunus ist einer der waldreichsten Teile des Taunus und wurde zu großen Teilen als FFH-Gebiet ausgewiesen. Zudem ist die ganze Region Teil des Naturpark Rhein-Taunus, der den Menschen eine naturnahe Erholung ermöglichen will.

### Verkehr
Fischbach liegt an der K 669, die den Ort über die von Langenseifen kommende L 3374 mit Bad Schwalbach verbindet. Die Kreisstraße führt von dem Abzweig vor Langenseifen nach Süden hinunter ins Fischbachtal, folgt dem Tal für wenige Hundert Meter im Bereich der Ortsdurchfahrt und steigt dann hinauf nach Hausen vor der Höhe. In Fahrtrichtung Bad Schwalbach besteht auf halbem Weg nach gut vier Kilometer ein Anschluss an die Bundesstraße 260, über die man nach Süden Wiesbaden und das Rhein-Main-Gebiet erreichen kann.